# Сура Аль-Араф
Сура Аль-Араф, (араб. سورة الأعراف) або Загорожі — сьома сура Корану. Мекканська сура, що містить 206 аятів.
Ця сура хронологічно та змістовно тісно пов’язана з попередньою. Вона роз’яснює вчення про одкровення та духовну історію людства на прикладах, починаючи від Адама. Потім викладається історія пророків і життя Муси аж до часів пророцтва Мухаммеда, який доповнює одкровення Аллаха.
Тема сур Аль-Анам та Аль-Араф одна — сповідання віри. Якщо шоста сура Корану полемізує з тодішніми арабами-язичниками, то сура Аль-Араф висвітлює цю тему на основі довгої історії людства. У ній не просто переказується ця історія, але зображується у вигляді боротьби проти невігластва.

## Короткий зміст
У історії Адама та Ібліса проявляється протилежність добра та зла. Гординя породжує непокірність, і ревнивий бунтівник вводить у спокусу людину, яка все ще перебуває у своєму природному стані, але вже була попереджена про можливість обману та різного роду небезпек (1-31).
Якщо попередження не береться до уваги, то за ним йде повідомлення про майбутнє покарання. Про гідність, дари та світ для праведних йдеться у описах майбутнього життя та свідченнях влади та доброти Аллаха в нашому видимому світі (32-58).
Історія Нуха й потопу, історія Худа, Саліха, Лута та Шуайба вчать усіх, що напучення пророків завжди відкидалися. Та пізніше істина перемогла, а зло було знищене, бо задум Аллаха не може бути не виконаним (59-99).
Подібне оповідається й про Мусу. Не лише про його боротьбу з Фірауном, але й про підготовку його служіння та конфлікт із власним непокірним народом. Вже від часів Муси були вказівки про появу пророка, що не вмітиме читати і писати (100-157).
Народ Муси постійно відходив від даного йому закону та порушував союз з Аллахом, за що був розсіяний по усій землі (158-171).
Діти Адама розмножились, та багато з них відкинули істину і поступово йдуть до загибелі, не розуміючи причини цього. Праведні слухають послання Аллаха та сумирно покланяються йому (172-206).